# Zagrebačka nogometna zona – Jug 1976./77.
Zagrebačka nogometna zona – Jug  je bila jedna od dvije skupine Zagrebačke zone, te liga četvrtog stupnja nogometnog prvenstva Jugoslavije u sezoni 1976./77. 
 
Sudjelovalo je 14 klubova, a prvak je bila "Trešnjevka" iz Zagreba. 

## Ljestvica
| mj. | klub                      | ut. | pob. | ner. | por. | gol+ | gol- | bod     |
| --- | ------------------------- | --- | ---- | ---- | ---- | ---- | ---- | ------- |
| 1.  | Trešnjevka Zagreb         | 26  | 16   | 6    | 4    | 52   | 19   | 38      |
| 2.  | Kemičar Zagreb            | 26  | 10   | 11   | 5    | 45   | 27   | 31      |
| 3.  | Sava Zagreb               | 26  | 12   | 6    | 8    | 46   | 28   | 30      |
| 4.  | Mladost Zabok             | 26  | 11   | 7    | 8    | 52   | 36   | 29      |
| 5.  | Metalac Zagreb            | 26  | 11   | 6    | 9    | 37   | 37   | 28      |
| 6.  | Ilovac Karlovac           | 26  | 11   | 6    | 9    | 34   | 38   | 28      |
| 7.  | Duga Resa                 | 26  | 10   | 6    | 10   | 34   | 52   | 26      |
| 8.  | Sloga Novoselec           | 26  | 7    | 11   | 8    | 35   | 39   | 25      |
| 9.  | Moslavina Kutina          | 26  | 8    | 8    | 10   | 32   | 34   | 24      |
| 10. | Radnik Velika Gorica      | 26  | 10   | 6    | 10   | 52   | 43   | 22 (-4) |
| 11. | Dubrava Zagreb            | 26  | 7    | 8    | 11   | 19   | 45   | 22      |
| 12. | Končar Zagreb             | 26  | 8    | 4    | 14   | 38   | 50   | 20      |
| 13. | Banija Glina              | 26  | 6    | 8    | 12   | 20   | 38   | 20      |
| 14. | INA (Sisak – Novo Pračno) | 26  | 6    | 5    | 15   | 42   | 52   | 17      |

## Rezultatska križaljka
| kratica | klub                      | BAN | DUB | DUGR | ILO | INA | KEM | KON | MET | MLA | MOS | RAD | SAVA | SLO | TRE |
| --- | ------------------------- | --- | --- | ---- | --- | --- | --- | --- | --- | --- | --- | --- | ---- | --- | --- |
| BAN | Banija Glina              |     |     |      |     |     |     |     |     |     |     |     |      |     |     |
| DUB | Dubrava Zagreb            |     |     |      |     |     |     |     |     |     |     |     |      |     |     |
| DUGR | Duga Resa                 |     |     |      |     |     |     |     |     |     |     |     |      |     |     |
| ILO | Ilovac Karlovac           |     |     |      |     |     |     |     |     |     |     |     |      |     |     |
| INA | INA (Sisak – Novo Pračno) |     |     |      |     |     |     |     |     |     |     |     |      |     |     |
| KEM | Kemičar Zagreb            |     |     |      |     |     |     |     |     |     |     |     |      |     |     |
| KON | Končar Zagreb             |     |     |      |     |     |     |     |     |     |     |     |      |     |     |
| MET | Metalac Zagreb            |     |     |      |     |     |     |     |     |     |     |     |      |     |     |
| MLA | Mladost Zabok             |     |     |      |     |     |     |     |     |     |     |     |      |     |     |
| MOS | Moslavina Kutina          |     |     |      |     |     |     |     |     |     |     |     |      |     |     |
| RAD | Radnik Velika Gorica      |     |     |      |     |     |     |     |     |     |     |     |      |     |     |
| SAVA | Sava Zagreb               |     |     |      |     |     |     |     |     |     |     |     |      |     |     |
| SLO | Sloga Novoselec           |     |     |      |     |     |     |     |     |     |     |     |      |     |     |
| TRE | Trešnjevka Zagreb         |     |     |      |     |     |     |     |     |     |     |     |      |     |     |
| |                           |     |     |      |     |     |     |     |     |     |     |     |      |     |     |
| podebljan rezultat - utakmice od 1. do 13. kola (1. utakmica između klubova) rezultat normalne debljine - utakmice od 14. do 26. kola (2. utakmica između klubova) rezultat nakošen - nije vidljiv redoslijed odigravanja međusobnih utakmica iz dostupnih izvora rezultat smanjen * - iz dostupnih izvora nije uočljiv domaćin susreta prekrižen rezultat - poništena ili brisana utakmica p - utakmica prekinuta 3:0 p.f. / 0:3 p.f. - rezultat 3:0 bez borbe |                           |     |     |      |     |     |     |     |     |     |     |     |      |     |     |

 Izvori:

## Unutarnje poveznice
- Hrvatska liga – Sjever 1976./77.
- Zagrebačka zona – Sjever 1976./77.
- Međuopćinska liga Karlovac – Kutina – Sisak 1976./77.